# Lijst van inwoners van Stavanger
Dit is een chronologische lijst van inwoners van Stavanger in Noorwegen.

## Geboren in Stavanger

### Voor 1900

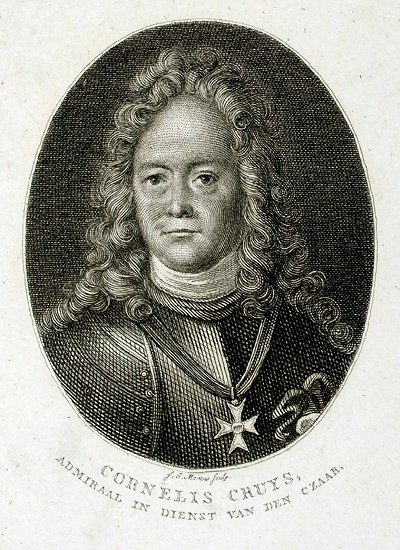
Viceadmiraal Cornelis Cruys (1655-1727)

- Cornelis Cruys (1655-1727), half-Nederlands viceadmiraal van de Russische vloot
- Kitty Kielland (1843-1914), kunstschilder
- Alexander Kielland (1849-1906), schrijver en burgemeester
- Christian Bjelland (1858-1927), ondernemer
- Sigbjørn Obstfelder (1866-1900), schrijver
- Christian Lous Lange (1869-1938), politicus en Nobelprijswinnaar (1921)
- Fartein Valen (1887-1952), componist
- Sigval Bergesen d.y. (1893-1980), reder

### 1900–1959
- Reidar Kvammen (1914-1998), voetballer en voetbaltrainer
- Andreas Cappelen (1915-2008), jurist en politicus
- Arne Rettedal (1926-2001), politicus
- Gunnar Berge (1940), politicus en lid van Nobelcomité
- Olav Nilsen (1942), voetballer
- Per Inge Torkelsen (1953), komiek en acteur
- Jan Egeland (1957), politicus en VN-diplomaat

### 1960–1969
- Mia Gundersen (1961), zangeres en actrice
- Erik Thorstvedt (1962), voetballer
- Vicky Vette (1965), pornoactrice
- Frode Olsen (1967), voetballer
- Bjørn Maaseide (1968), beachvolleyballer

### 1970–1979
- Tore Renberg (1972), schrijver
- Kristoffer Joner (1972), acteur

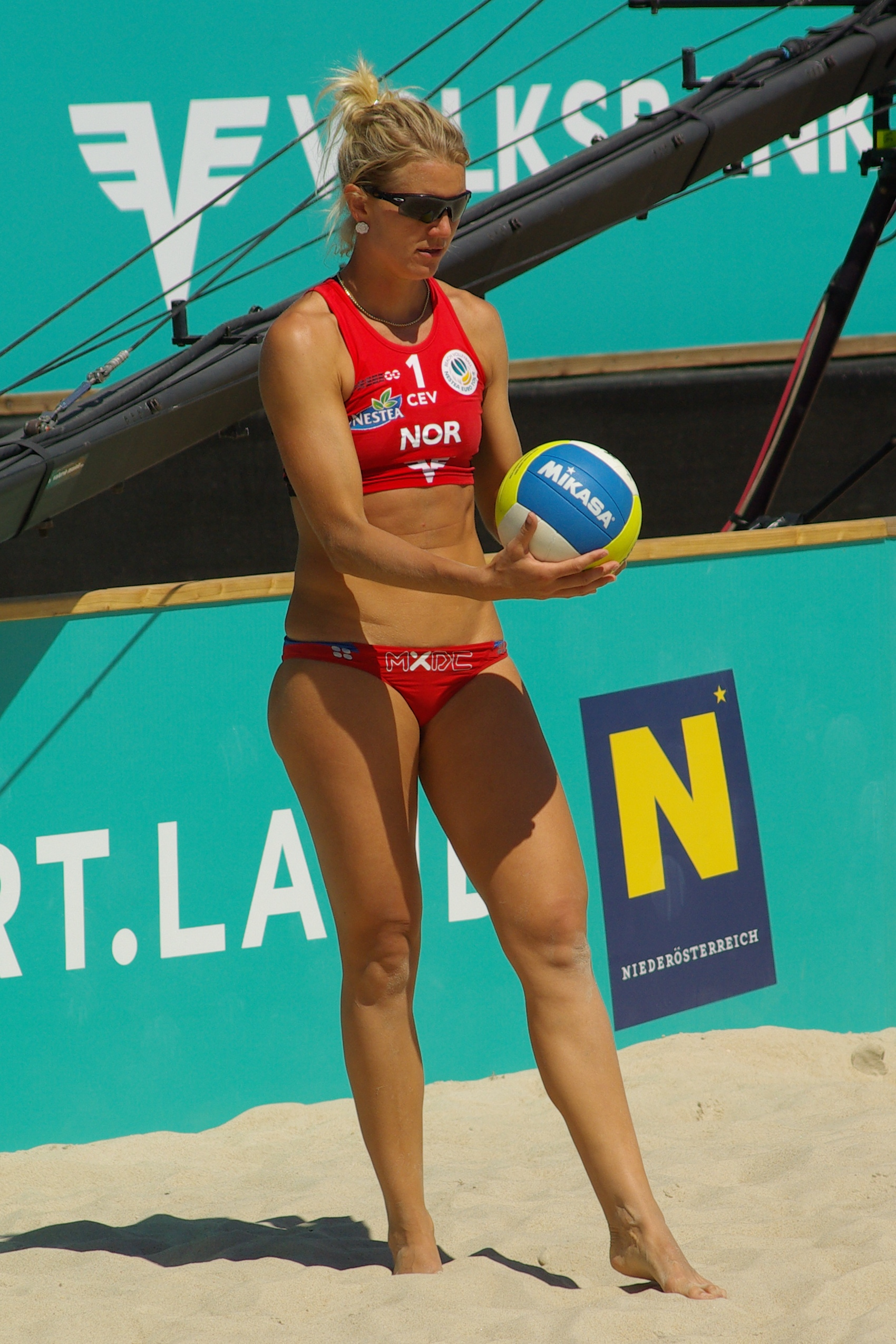
Beachvolleybalster Kathrine Maaseide (1976)

- Kristian Valen (1974), komiek en muzikant
- Silje Vige (1976), zangeres
- Kathrine Maaseide (1976), beachvolleybalster
- Pia Tjelta (1977), actrice
- Erik Nevland (1977), voetballer
- Johan Harstad (1979), schrijver en grafisch ontwerper

### 1980–1989
- Pål Sverre Valheim Hagen (1980), acteur
- Brede Hangeland (1981), voetballer
- Carmen Elise Espenæs (1983), zangeres
- Trond Erik Bertelsen (1984),  voetballer
- Jone Samuelsen (1984), voetballer
- Tonje Nøstvold (1985), handbalster
- Alexander Kristoff (1987), wegwielrenner

### 1990–1999
- Veronica Kristiansen (1990), handbalster
- Henrik Ingebrigtsen (1991), atleet
- Pål Varhaug (1991), autocoureur
- Daniel Hoelgaard (1993), wegwielrenner
- Oscar Landa (1993),  wegwielrenner
- Maria Thorisdottir (1993), voetbalster
- Aurora Aksnes (1996), zangeres en singer-songwriter
- Susanne Andersen (1998), wegwielrenster
- Andrea Norheim (1999), voetbalster
- Kristian Thorstvedt (1999), voetballer